# Nikki Harris
Nikki Harris (ur. 30 grudnia 1986 w Derby) – brytyjska kolarka przełajowa, górska i szosowa, dwukrotna medalistka przełajowych mistrzostw Europy.

## Kariera
Pierwszy sukces w karierze Nikki Harris osiągnęła w 2012 roku, kiedy zdobyła brązowy medal w kategorii elite podczas przełajowych mistrzostw Europy w Ipswich. W zawodach tych wyprzedziły ją jedynie jej rodaczka Helen Wyman oraz Daphny van den Brand z Holandii. Na rozgrywanych rok później mistrzostwach Europy w Mladej Boleslav była druga, ulegając tylko Helen Wyman. W sezonie 2012/2013 zajęła trzecie miejsce w klasyfikacji generalnej Pucharu Świata w kolarstwie przełajowym. Lepsze okazały się Amerykanka Katherine Compton oraz Holenderka Sanne van Paassen. Rok później, w sezonie 2013/2014 była druga w klasyfikacji generalnej PŚ, przegrywając tylko z Compton. W 2012 roku została mistrzynią Wielkiej Brytanii w kolarstwie górskim. Startuje także w wyścigach szosowych, ale bez większych sukcesów.